# 갯질경
갯질경(Limonium tetragonum)은 두해살이풀로서 높이는 30-60cm 정도이다. 뿌리는 곧게 자라며, 잎은 긴 타원형이고 뿌리에서 뭉쳐나 있다. 꽃은 윗부분은 황색, 아랫부분은 흰색으로, 9-10월경이 되면 가지 끝에 이삭꽃차례를 이루면서 달리는데, 1개의 포엽에 몇 개의 꽃이 싸여져 있다. 꽃받침은 통 모양으로, 끝이 5갈래로 나뉘어 있다. 한편, 각각의 꽃은 5개의 수술, 1개의 암술과 5개의 암술대를 가지고 있으며, 열매는 길이 2.5mm이고 방추형을 하고 있다. 주로 바닷가의 모래땅에서 자라며, 한국에서는 제주·경기 황해·함북 등지에 분포하고 있다.

## 비슷한 이름의 식물
갯질경을 ‘갯질경이’라고 부르기도 하나 질경이과 질경이속에 갯질경이(Plantago major f. yezomaritima)가 따로 있다.

## 참고 문헌
- 이 문서에는 다음커뮤니케이션(현 카카오)에서 GFDL 또는 CC-SA 라이선스로 배포한 글로벌 세계대백과사전의 내용을 기초로 작성된 글이 포함되어 있습니다.